# Rijksweg 74
L'autostrada A74 (o A74) olandese è il prolungamento della Bundesautobahn 61 tedesca nel territorio dei Paesi Bassi, fino al congiungimento con la A73 a sud di Venlo. L'autostrada è lunga solo 1893 metri.

## Percorso
|      |                                               |        |                |  |  |
| Tipo | Indicazione                                   | Uscita | Strada europea |  |  |
|      | Barriera Tiglia                               |        |                |  |  |
|      | Bundesautobahn 61 Confine di Stato - Germania |        |                |  |  |